# Enter Chaos
Enter Chaos – polski zespół deathmetalowy, powstały w 2002 roku. Od 2006 roku brak jest doniesień o działalności zespołu.

## Historia
Zespół powstał w 2002 roku z inicjatywy muzyków takich zespołów jak: Demise, Luna Ad Noctum, Azarath i Immemorial. Tego samego roku nakładem wytwórni muzycznej Metal Mind Productions ukazał się debiutancki album formacji zatytułowany Dreamworker. Ciesząca się uznaniem krytyków płyta otrzymała tytuł albumu miesiąca w kanadyjskim magazynie Metallian, oraz szereg pozytywnych recenzji w pismach Urkraft, Scream i Aardschock. 28 marca 2003 roku w warszawskim klubie Kopalnia zespół zagrał pierwszy koncert, który poprzedził występ na festiwalu Metalmania. 
16 marca 2004 roku ukazał się drugi album formacji zatytułowany Aura Sense. Okładkę wydawnictwa przygotował Nikolas Sundin, który współpracował m.in. z Dark Tranquillity. W nagraniach gościnnie wziął udział Henri Sorvali znany z formacji Finntroll i Moonsorrow, który zarejestrował partie instrumentów klawiszowych i sample w utworze pt. "Baby The Handgun". W 2004 roku zespół rozpoczął realizację trzeciego album zatytułowanego Chaosville. Nagrania odbyły się w olsztyńskim Studio X we współpracy z producentem muzycznym Szymonem Czechem. W kwietniu 2005 roku zespół zerwał kontrakt z wytwórnią Metal Mind Productions i wystosował następujące oświadczenie: 

Po kilku miesiącach powolnego dogorywania zdecydowaliśmy się na radykalne posunięcie i opuszczenie szeregów Metal Mind. Powody są trzy. Po pierwsze Metal Mind nie wpłacił zaliczki na studio, przez co nie mogliśmy w lutym rozpocząć nagrywania naszej trzeciej płyty, choć mamy gotowy cały materiał wraz z takimi detalami jak chociażby okładka. Po drugie od kilku miesięcy trwa zabawa w chowanego i wszelkie próby skontaktowania się z firmą z Katowic przez telefon lub e-mail spełzają na niczym. Po prostu nigdy nie ma osoby kompetentnej, która potrafiłaby/chciała z nami porozmawiać. Zespoły mające wcześniej do czynienia z Metal Mind wiedzą, o co chodzi. Wreszcie trzecim powodem jest brak jakiejkolwiek promocji naszej poprzedniej płyty 'Aura Sense'. Przykro jest patrzeć, jak nasz wysiłek i czas włożony w powstanie 'Aura Sense' jest marnowany przez ludzi, którzy sprawiają wrażenie jakby pochodzili z innej planety. W tej chwili planujemy nagranie kilku nowych kawałków w Studio X i poszukiwanie nowej wytwórni.

Ostatecznie trzeci album grupy Chaosville nigdy nie został wydany. Od 2006 roku brak jest doniesień o działalności zespołu.

## Dyskografia
| Albumy studyjne - Dreamworker (Metal Mind, 2002) - Aura Sense (Metal Mind, 2004) | Kompilacje różnych wykonawców - Ultimate Revenge (Metal Mind, 2003) - Metalmania 2003 (Metal Mind, 2004) - Slaughterous Souls: A Tribute to At The Gates (Drowned Scream Records, 2004) |

## Nagrody i wyróżnienia
| Rok  | Kategoria                     | Nagroda                      | Nota        |
| ---- | ----------------------------- | ---------------------------- | ----------- |
| 2003 | Muzyk roku (Marta Meger)      | Plebiscyt Metal Hammer, 2002 | 10. miejsce |
| 2003 | Osobowość roku (Marta Meger)  | Plebiscyt Metal Hammer, 2002 | 6. miejsce  |
| 2003 | Zespół roku                   | Plebiscyt Metal Hammer, 2002 | 5. miejsce  |
| 2003 | Album roku (Dreamworker)      | Plebiscyt Metal Hammer, 2002 | 6. miejsce  |
| 2003 | Debiut roku                   | Plebiscyt Metal Hammer, 2002 | 2. miejsce  |
| 2003 | Przebój roku ("Blood Desire") | Plebiscyt Metal Hammer, 2002 | 6. miejsce  |